# Michael Whelan

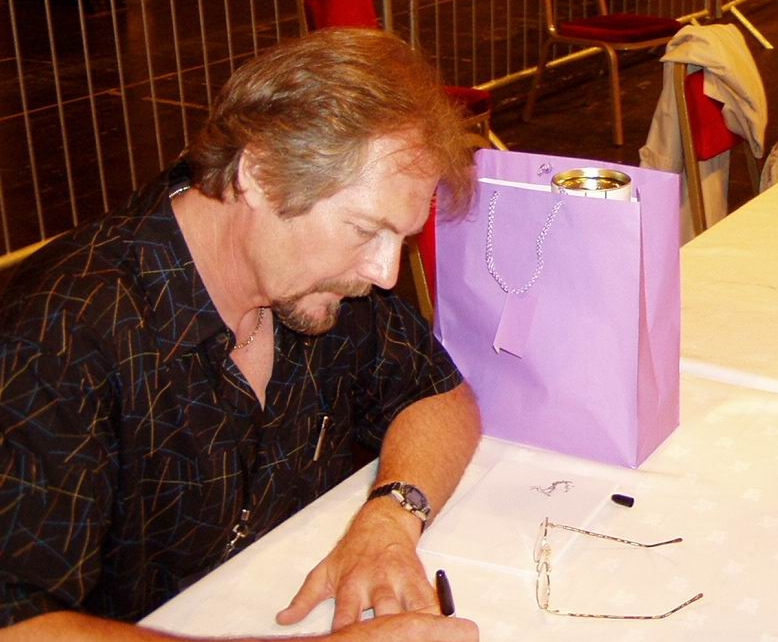
Michael Whelan tijdens de 63e World Science Fiction Convention in Glasgow, augustus 2005

Michael Whelan (Culver City (Californië), 29 juni 1950) is een Amerikaans illustrator van sciencefiction- en fantasyboeken. Tegenwoordig wijdt hij zich aan schilderkunst.
Whelan heeft meer dan 350 omslagen van boeken en platen gemaakt voor auteurs als  Isaac Asimov, Anne McCaffrey, Arthur C. Clarke, Michael Moorcock, Tad Williams en Stephen King. Hij illustreerde albums van The Jackson 5, Sepultura, Soulfly en Meat Loaf. 
Whelan woont in Danbury (Connecticut) met vrouw en kinderen.

## Belangrijkste prijzen
Hugo Award
- 1980-1986, 1988, 1989, 1991, 1992, 2000 en 2002 - professional artist
- Michael Whelan's Works of Wonder (1988) - nonfiction book
- The Summer Queen (1992) - original artwork

Locus Award
- 1980-2000, 2002, 2004-2006 en 2009 - professional artist
- The Art of Michael Whelan: Scenes/Visions (1994) - art book

World Fantasy Award
- 1981, 1982 en 1983 - artist (maximaal drie keer te winnen)